# Egyiptomi hadjárat

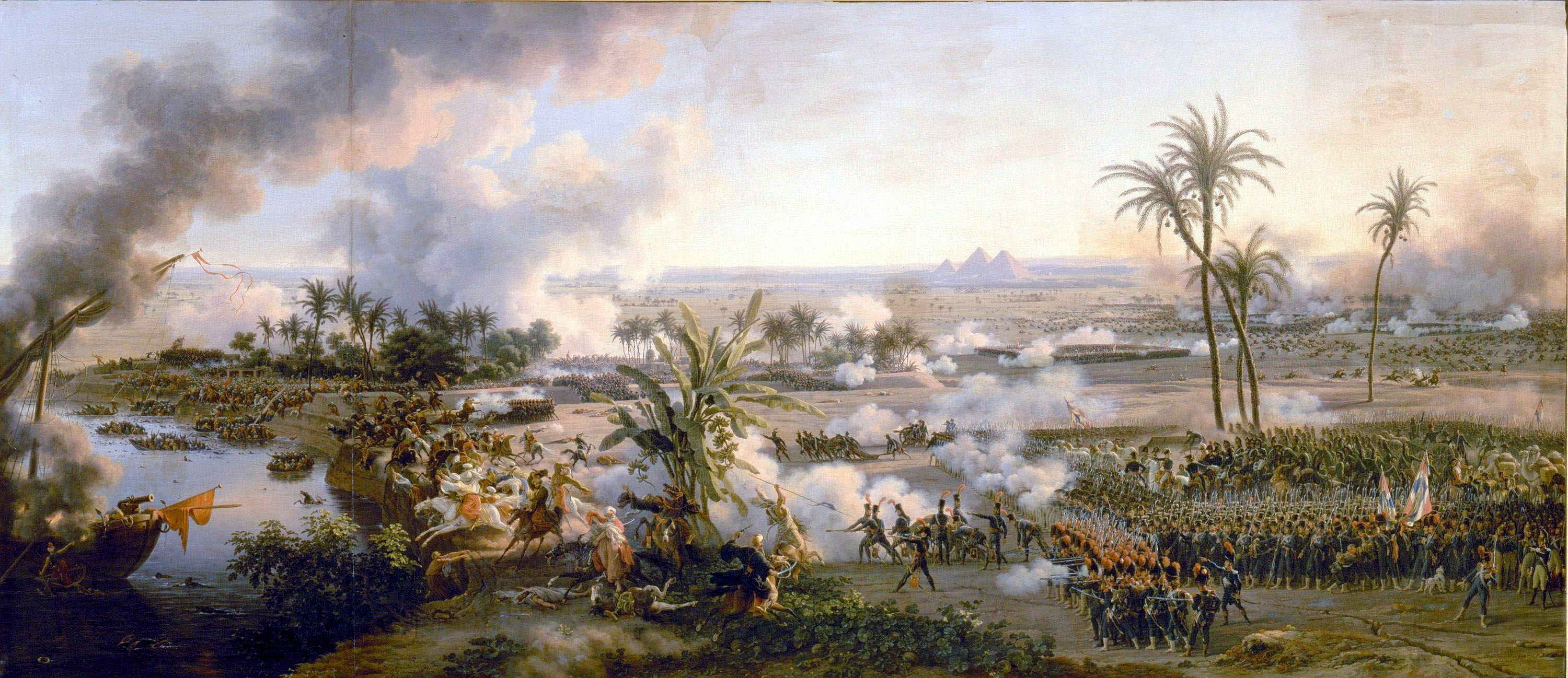
A „piramisok csatája”, Louis-François, Baron Lejeune festményén (1808)

Az egyiptomi hadjárat (1798–1801) Napoléon Bonaparte tábornok hadjárata Egyiptom és Szíria ellen, amely során megpróbálta megtörni az angolok indiai uralmát.

## Előkészületek és Málta elfoglalása
A Campo Formió-i békekötés után (1797. október 17.) Bonaparte francia tábornok Egyiptom elfoglalását tűzte ki titkos célul. A dicsőségen kívül, e hadjárattal Franciaország hatalmát és befolyását akarta megszilárdítani a Földközi-tengeren; másrészt pedig Anglia kelet-indiai uralmát kívánta Egyiptom megszállása által megingatni, esetleg megdönteni. A direktórium, csakhogy távol tartsa a hadvezért, örömest járult a vállalkozáshoz.
Az előkészületek láttán az angolok arra számítottak, hogy a franciák a Brit-szigeteken akarnak partra szállni. A francia hajóhad Toulonban egyesült Brueys tengernagy parancsnoksága alatt, és a csapatok zavartalanul hajóra szálltak, mivel a britek a Földközi-tengeren cirkáló összes hadihajót, partjaik védelmére, hazarendelték. A francia hajóhad, mely 13 sorhajót, 14 ágyúnaszádot, 12 korvettet, 20 ezer embert és 325 teherszállító hajót számlált, 1798. május 19-én hagyta el Toulont. A legjelesebb tábornokok, számos tudós és technikus kísérte Bonapartét keletre. Miután ez a haderő egyesült az Ajaccio, Genova és Civitavecchiából jövő hajókkal és hadosztályokkal, immáron összesen 600 hajóval, 25 000 katonával és 10 000 tengerésszel érkezett Málta alá (június 9.), amely június 12-én kardcsapás nélkül hódolt be. Nelson brit tengernagy egyelőre nem zavarta Bonapartét, egyrészt mert nem volt tisztában a franciák terveivel, másrészt az időjárás nagyon kedvezőtlen volt számára.

## Egyiptom meghódítása

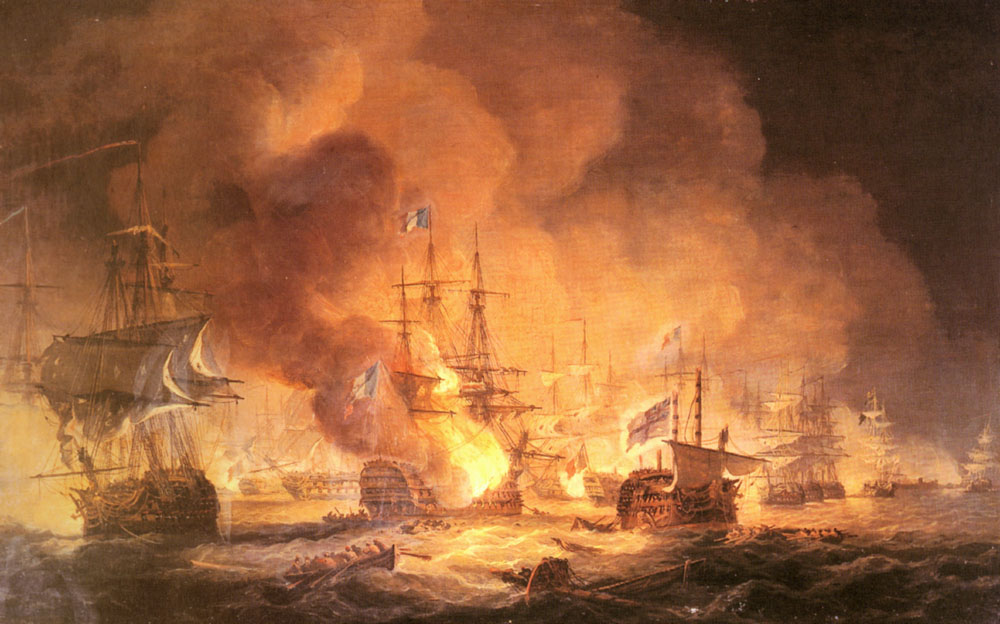
A nílusi csata Luny Thomas festményén

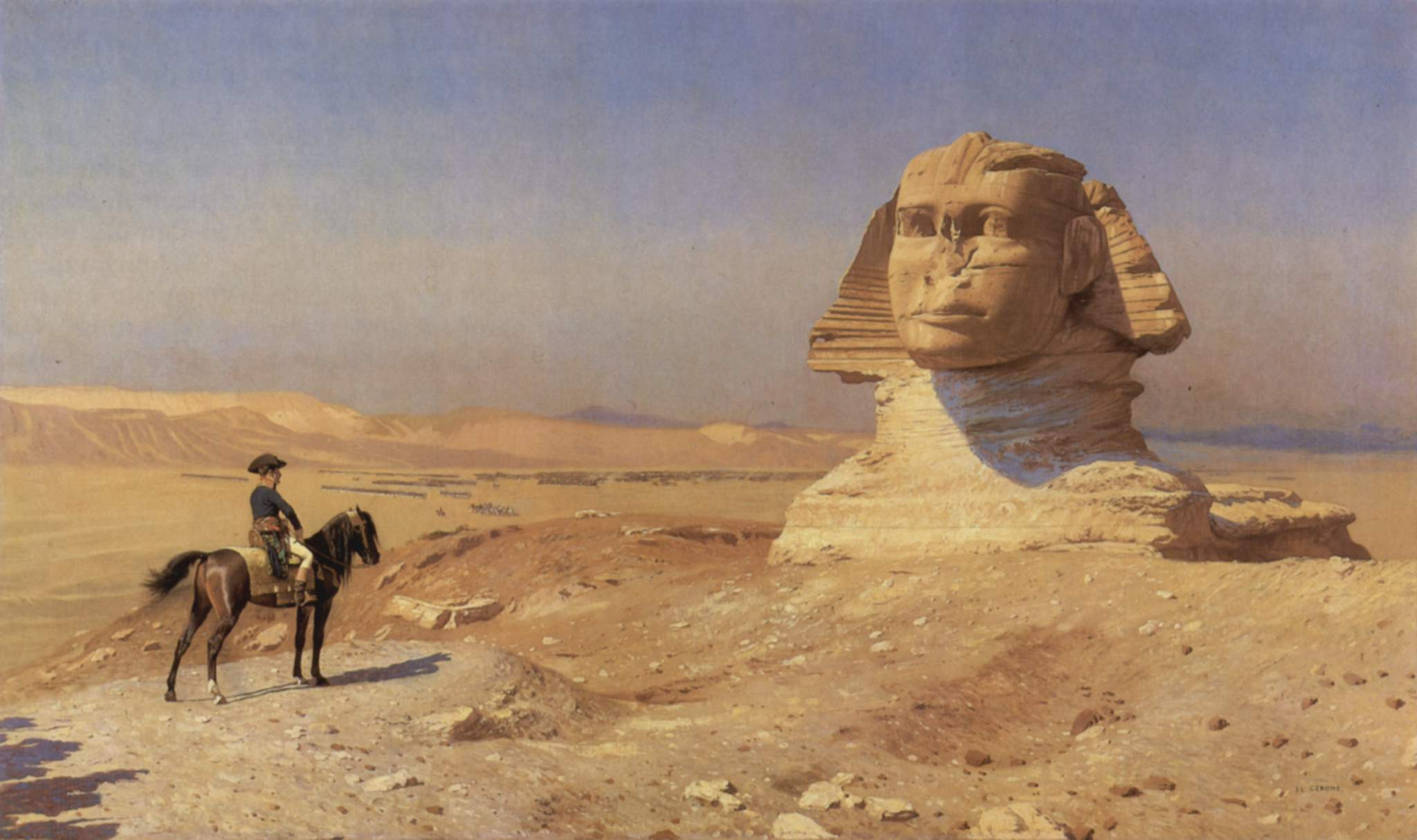
Bonaparte tábornok és a Szfinx

A francia hajóhad miután elhagyta Máltát, 1798. július 1-jén Alexandria előtt vetett horgonyt, melyet Napóleon, rövid harc után, július 2-án el is foglalt. Ezt követően egy arab nyelvű proklamációban kihirdette, hogy a lakosságot a mamlúkok uralma alól fölszabadítja, valamint vallásukat és erkölcseiket senki nem fogja bántani, már csak azért sem, mivel maguk a franciák is igazhívő muzulmánok. Az egyiptomi nép mindezeket közömbösen nézte és tétlen maradt.
Bonaparte erre Alexandriából a Nílus mentén Kairó felé nyomult, ami nagy nehézséggel járt. Elég gyorsan állította össze csapatait a hadjáratra, a sietségben aránylag kevesebb ivóvizet, de annál több élelmet halmoztak fel, jóllehet a sivatagos, száraz területen mindig a víz a legfontosabb. Forró égövi szolgálat esetén a katonák mindig fehér egyenruhát viseltek, ezzel is védték magukat a hőségtől, ám ehelyett a csapatok szokványos, európai, sötét színű ruhát viseltek, ami könnyen elnyelte a forró napsugarakat. Hőség és a fáradtság ellenére Bonaparte továbbra is jól tudta használni haditechnikai fölényét az irreguláris mameluk, török és arab csapatok ellen. Július 13-án Chébreisse mellett Murad, a mamlúkok fejedelmének lovas hadával találkozott. Nagy hatású szónoklattal felbuzdította fáradt csapatait és négyszög alakzatban állította fel azokat, a tudósokat és a teherhordó szamarakat a négyszög közepére parancsolva.
A „piramisok csatájában” a szuronyoknak rontó mameluk lovasságot sortűzzel letiporta és szétverte, ezt követően pedig a piramisok szomszédságában lévő törököktől is védett táborukat foglalta el (július 21.), ahol a franciák mérhetetlen kincsekre tettek szert, mivel a mamelukok, szokásuk szerint, arannyal és ékszerekkel díszítve vonultak a csatába.
Négy nappal a csatát követően Bonaparte bevonult Kairóba, ahol azt a hírt kapta, hogy Nelson a francia hajóhadat az Abukiri-öbölben (Nílusi csata, 1798. augusztus 1.) teljesen megsemmisítette. Ez a váratlan esemény sem zavarta meg a terveiben, sőt erőteljesebb tevékenységre serkentette. Desaix tábornok Szediman mellett kivívott győzelme (1798. október 7.) Felső-Egyiptomot is megnyitotta a franciák számára.)

## A szíriai hadjárat

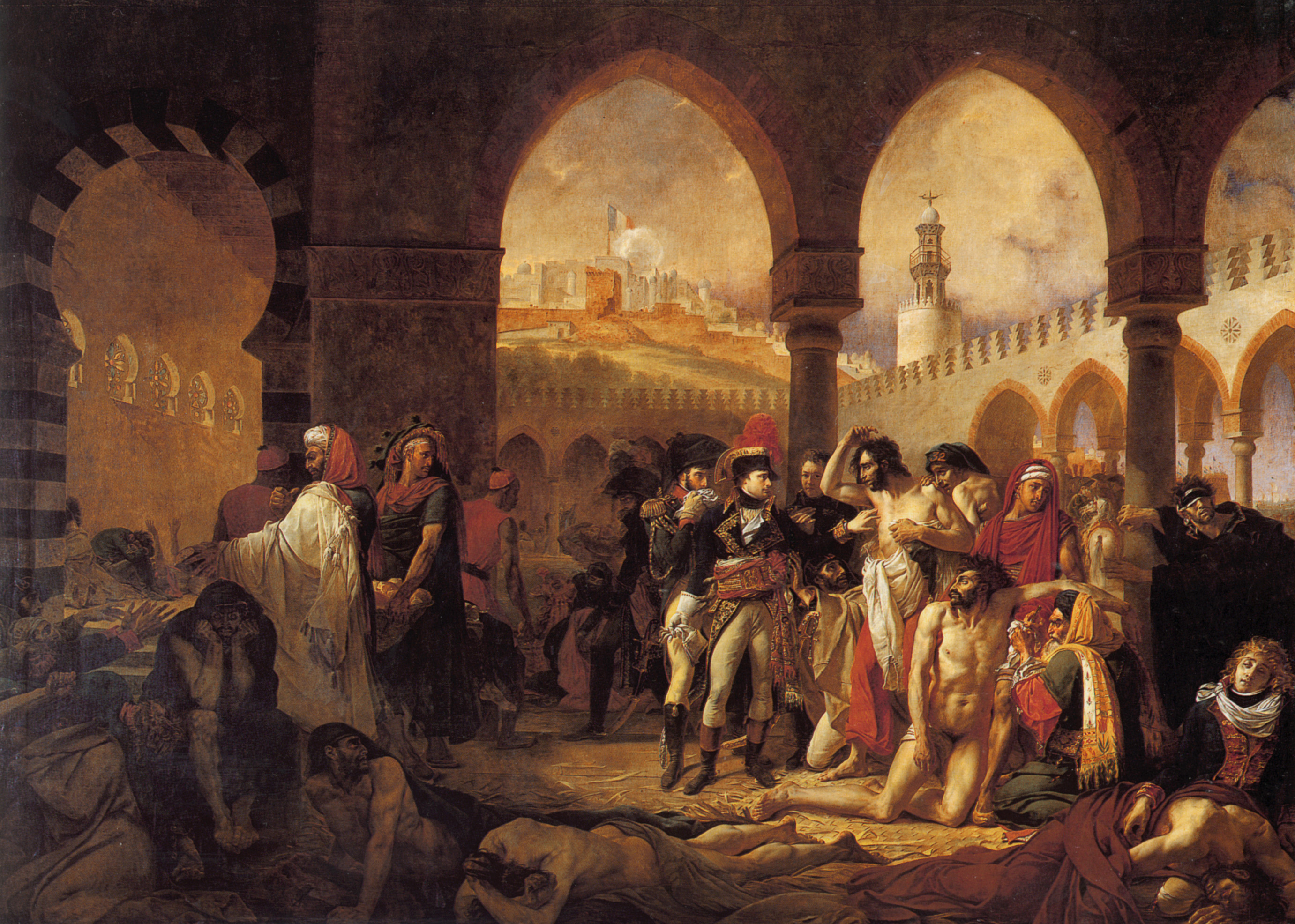
Bonaparte látogatása a pestises menhelyen Jaffában (Antoine-Jean Gros festménye)

Miután Bonaparte a kairói lázadást (1798. október 21–24. között zajlott, kiváltó oka pedig, hogy a franciák akaratlanul áthágtak muszlim szabályokat és szokásokat) leverte. Egyiptom kormányzásának főbb elveit meghatározta, 12 ezer emberrel Szíriába vonult az ott gyülekező török-arab haderő ellen. Itt viszont már sokkal jobban megmutatkoztak a francia haderő gyengeségének jelei. 1799 februárjában alighogy bevonultak a franciák, ismét vízhiánnyal és pestissel kellett küszködniük, illetve egyre inkább demoralizálódtak az egységek. Jaffa elfoglalása után (1799. március 6.), Saint-Jean d'Acre ostromába kezdett (1799. március 16.), de Sidney Smith angol várparancsnok olyan hősiesen védte (nem utolsósorban a bosnyák származású török parancsnok Dzsazár pasa közreműködésével), hogy Bonaparte kénytelen volt kéthavi sikertelen ostrom után, az éhség és pestis által megtizedelt sereget a pusztákon át visszavezetni Egyiptomba (1799. május 17.). Sok katonát magára kellett hagynia, akiknek viszont mérget adatott, hogy elkerüljék a bosszúszomjas és könyörtelen Dzsazár fogságát.

## Bonaparte visszatérése Franciaországba
Maroknyi és kiéheztetett csapatával visszatérve Alexandriába, Abukir mellett (1799. július 25.) egy kikötött török hadat vert meg, így hatalmát némileg megerősítette. Mihelyt a Franciaországban kitört belső viszályokról, a direktórium hatalmának hanyatlásáról és a növekvő elégedetlenségről értesült, úgy határozott, hogy titokban visszasiet Párizsba. A főparancsnokságot Kléberre bízta, ő pedig az angol flotta éberségét kijátszva visszatért Franciaországba.

## A hadjárat vége
Egyiptomban a francia erőket az angol, török és arab csapatok folyamatosan támadták. Gyakorivá vált a helyi lakosság lázongása is a francia uralom ellen. Az El-Arísban 1800. január 24-én, a törökökkel és az angolokkal kötött szerződés értelmében Kléber ugyan kész volt Egyiptomból elvonulni, de mivel több tábornok vonakodott e szerződésnek magát alávetni, a harc ismét kiújult. Kléber megszervezte a francia ellenállást és Matariah mellett megverte a török nagyvezír. (1800. március 20.) Koptokból és görögökből újabb csapatokat szervezett, és biztosította a partokat is. Azonban egy fanatikus török Kairóban, 1800. június 14-én meggyilkolta. A főparancsnokságot Menou vette át. Míg az angolok mindent megtettek, hogy a franciákat Egyiptomból kiszorítsák, addig Franciaország, illetve  első konzulja nem tett semmit az egyiptomi hadsereg megmentésére és a kivívott sikerek biztosítására. 1801. március 1-jén Abercromby vezérlete alatt újabb angol flotta érkezett Alexandria elé, aki azután Menout Abukir mellett megverte (1801. március 21.), de a csatában maga is halálosan megsebesült. Ugyanekkor egy török hajóhad is megérkezett, a nagyvezír Szíria felől fenyegette Kairót. Menou több részre osztván különben is gyenge haderejét, tulajdonképpen sehol sem tudott hathatós ellenállást kifejteni. Belliard Kairóban, 1801. június 27-én adta meg magát és hatezer emberével, felszerelésekkel együtt, Anglia költségén visszaszállították Franciaországba. 13 ezer ember, akik között azonban alig volt négyezer fegyverfogható, Rosettáben szállt hajóra és szeptemberben érkeztek Toulonba. Hasonló feltételek alapján kapitulált Menou is Alexandriában 1801. szeptember 2-án, aki azután 1801 novemberében érkezett 8 ezer katonával Franciaországba, magával szállítva a tudományos gyűjtemények legnagyobb részét.

## Eredmények
A franciák egyiptomi expedíciója, ha hódító hadjáratként tekintjük, sikertelenül végződött, de a tudomány óriási sikereket köszönhet a francia fegyvereknek. Ezzel vette kezdetét az egyiptológia, mivel ily módon ismerte meg először a világ az egyiptomi építészetet, történelmet és földrajzot. Napóleon politikai propagandája ki is használta ezeket a pozitív eredményeket és olyan dicsfényben tüntette fel a hadvezért, hogy lényegében sikerült elkendőznie a kudarcot. Viszont az egyiptomi hadjáratban kiderült Napóleon jó néhány taktikai vétsége, a gyors de nem elég alapos felkészülés, elhamarkodottság és saját képességeinek túlbecsülése. Napóleon elszánt volt, de nem vette számításba az emberek tűrőképességét, az éghajlat kiszámíthatatlanságát és az eltérő földrajzi adottságokat egy teljesen idegen országban, amely ráadásul más kontinensen feküdt. Mindez később megbosszulta magát, mivel nagy oroszországi hadjáratakor Napóleon ismételten semmibe vette ezen tényezőket, ami látványos és borzalmas vereséghez vezetett, illetve több százezer ember életébe került.